# Riformatori Liberali
Riformatori Liberali (RL) è stato un partito politico italiano liberale, liberista e libertariano attivo dal 2005 al 2009.
Suo presidente è stato Benedetto Della Vedova. Il partito era collocato nel centro-destra, aderendo alla coalizione della Casa delle Libertà nel 2006 e del Popolo della Libertà del 2008, per poi sciogliersi in quest'ultimo nella primavera del 2009.

## Storia

### La nascita
La genesi del progetto dei Riformatori Liberali risale al luglio del 2005, quando i Radicali Benedetto Della Vedova e Marco Taradash hanno cominciato ad esplorare la possibilità di una presenza liberale e radicale all'interno della coalizione di centro-destra, la Casa delle Libertà, in vista delle elezioni politiche del 2006 ed in contrapposizione alla scelta del partito dei Radicali Italiani di Marco Pannella di schierarsi nella coalizione di centro-sinistra all'interno della lista radicalsocialista detta Rosa nel Pugno.
Il varo ufficiale del movimento è avvenuto il 6 ottobre 2005 con una conferenza stampa congiunta di Benedetto Della Vedova e dell'allora Presidente del Consiglio e leader del centro-destra Silvio Berlusconi. I principali esponenti del partito erano il Presidente Benedetto Della Vedova, il Portavoce Marco Taradash, il Coordinatore Peppino Calderisi ed il Segretario Amministrativo Carmelo Palma. Fra i fondatori del movimento figuravano anche Sofia Ventura, politologa dell'Università di Bologna, ed Emilia Rossi, avvocato penalista torinese.
Il 22 ottobre il movimento viene presentato pubblicamente a Milano nella manifestazione America, Mercato, Individuo al Palazzo delle Stelline ed il 30 novembre si svolge a Roma la prima Assemblea Nazionale del movimento, alla quale intervengono anche Silvio Berlusconi e Marco Pannella.

### Elezioni politiche del 2006
Il 18 e 19 febbraio ha luogo a Roma la seconda Assemblea Nazionale del movimento nel corso della quale viene presentato il progetto di patto federativo con Forza Italia in occasione delle imminenti elezioni politiche. Si prevede la presenza di candidature riformatrici liberali all'interno di Forza Italia alla Camera e la presentazione di liste autonome all'interno del centro-destra al Senato. Viene presentato anche il simbolo elettorale del movimento che aggiunge alle parole Riformatori Liberali le parole Radicali per le Libertà, con l'obiettivo di una maggiore riconoscibilità e visibilità. La trattativa con Forza Italia si conclude con l'inclusione di Benedetto Della Vedova nelle liste in posizione di sicura elezione e con quella di Peppino Calderisi in una posizione fortemente a rischio. Contemporaneamente la raccolta firme per il Senato conduce alla presentazione delle liste solo nelle regioni del Veneto, della Puglia e della Sicilia, regione nella quale la lista è guidata dall'ex senatore radicale Pietro Milio.
All'indomani delle elezioni e della vittoria de L'Unione di Romano Prodi risulta eletto solamente Benedetto Della Vedova e per il Senato la lista dei Riformatori Liberali raccoglie complessivamente 7.600 voti nelle tre regioni in cui è presente.
Dopo le elezioni i Riformatori Liberali si impegnano attivamente a favore del referendum costituzionale del 2006 e Della Vedova, Calderisi e Taradash ricoprono incarichi all'interno del Comitato per il Sì.
In ottobre viene lanciata la raccolta di adesione sul manifesto Diamo un'anima libertà-ria al centro-destra per l'affermazione del pieno diritto di cittadinanza per le idee liberale nella CdL anche sui temi eticamente sensibili. Tra i primi firmatari figurano fra gli altri Vittorio Feltri, Giordano Bruno Guerri e Oscar Giannino.
Il 2 dicembre i Riformatori Liberali partecipano alla manifestazione della CdL contro la finanziaria del Governo Prodi II.
Nei primi mesi del 2007 i Riformatori Liberali lanciano iniziative sui temi della giustizia, contro la riforma Mastella e la cancellazione della legge Pecorella, della legge elettorale, con una proposta di riforma improntata al sistema spagnolo, e del partito unitario del centro-destra, alla luce del modello di aggregazione offerto dall'UMP francese.
Il 21 aprile viene resa nota l'adesione dei Riformatori Liberali al comitato promotore del referendum Guzzetta per la riforma elettorale, al quale fin dall'inizio avevano aderito Marco Taradash e Peppino Calderisi, e la volontà di impegnarsi attivamente per la raccolta delle firme necessarie.
Tra le iniziative successive una proposta di riforma del sistema scolastico incentrata sul buono scuola e la campagna Più azzurro più verde sui temi dell'ecologismo liberale.
Nel novembre del 2007 da Benedetto Della Vedova e da Marco Taradash vengono espressioni di forte interesse nei confronti del Popolo della Libertà, il nuovo soggetto politico proposto da Silvio Berlusconi.

### Le elezioni del 2008 con Il Popolo della Libertà
L'8 febbraio del 2008 i Riformatori Liberali annunciano l'adesione al Popolo della Libertà, il nuovo soggetto politico unitario del centro-destra. Tale adesione avviene poche ore dopo la decisione di Silvio Berlusconi e di Gianfranco Fini di presentarsi congiuntamente alle elezioni sotto il simbolo del PdL.
I Riformatori Liberali aderiscono pienamente al progetto [...] riconoscendosi in un obiettivo a cui, come area di politica e d'opinione, hanno lavorato in questi anni in Forza Italia e nella Casa delle Libertà e che nei prossimi anni, a partire dalla campagna elettorale, intendono sostenere con forza e decisione.
In occasione delle elezioni politiche del 13 e 14 aprile 2008 Benedetto Della Vedova e Peppino Calderisi vengono candidati ed eletti alla Camera dei Deputati nelle liste del Popolo della Libertà.

### Il percorso verso ilPdL
L'evoluzione del sistema politico tendente al bipartitismo, con la nascita, a sinistra, del Partito Democratico e l'avvio, a destra, del processo costitutivo del PdL, ha modificato sensibilmente le condizioni di agibilità politica dei movimenti politici minori. Questo ha aperto un dibattito sulle modalità di proseguimento dell'attività politica riformatrice liberale nel rinnovato scenario.
A questo proposito Benedetto Della Vedova, riaffermando la convinta adesione al PdL, prefigura nel maggio del 2008 l'avvio di una fondazione che abbia l'ambizione di partecipare concretamente alla fase progettuale del nuovo soggetto politico, per definire il profilo, le priorità e i confini ideali e politici del centro-destra italiano, all'interno della famiglia popolare e liberale europea. All'inizio del 2009 Della Vedova rende particolarmente visibile la propria polemica con la posizione prevalente nel PdL sul caso Englaro.
Marco Taradash dal canto suo, insieme al direttore del quotidiano L'Opinione Arturo Diaconale, lancia, nel corso di un convegno a Montesilvano (17-18 maggio 2008), il progetto della Parte Liberale del PdL, cioè di una corrente liberale all'interno del nuovo partito. Successivamente, però, sperimenterà anche un tentativo nel PLI, partecipando al congresso di tale formazione nel febbraio del 2009.
Ancora diversa appare la posizione di Peppino Calderisi che si esprime a favore di presenze individuali nel PdL senza ulteriori etichette che possono rivelarsi ghettizzanti.
Il direttivo nazionale dei Riformatori Liberali del 7 marzo 2009 delibera all'unanimità lo scioglimento dei Riformatori Liberali e la loro confluenza nel Popolo della Libertà in vista del congresso costituente del partito unitario del centro-destra svoltosi il 27-28-29 marzo 2009. Il 14 marzo 2009 si svolge l'ultima assemblea nazionale del movimento.

### Libertiamo
L'ultima Assemblea Nazionale coincide con il lancio di una nuova associazione politico-culturale Libertiamo, voluta da Della Vedova e nella quale confluisce anche parte del direttivo dei Riformatori Liberali. Benedetto Della Vedova è nominato presidente di Libertiamo, Piercamillo Falasca vicepresidente e Carmelo Palma direttore. Viene presentato, inoltre, il webmagazine Libertiamo.it, che costituisce l'organo dell'associazione.
Il 30 luglio 2010, Benedetto Della Vedova, aderendo alla nuova formazione lanciata da Gianfranco Fini, Futuro e Libertà per l'Italia, ne diventa prima vicecapogruppo e poi capogruppo alla Camera, ed anche l'associazione lascia l'area politica del PdL.

## Ideologia
Le idee politiche dei Riformatori Liberali, e successivamente dell'associazione Libertiamo, sono marcatamente caratterizzate in senso liberale, liberista e libertario. I principali riferimenti culturali del movimento sono nel solco dell'elaborazione di economisti liberali come Milton Friedman e Friedrich Hayek e dell'opera, in materia economica, di politici conservatori come Margaret Thatcher e Ronald Reagan. È naturalmente importante per la fisionomia del movimento anche il background radicale dei suoi fondatori, che fa sì che i Riformatori Liberali rappresentino la naturale prosecuzione della svolta liberista maturata dai Radicali Italiani nel corso degli anni '90 e poi abbandonata a favore della prospettiva radicalsocialista della Rosa nel Pugno.
In economia i Riformatori Liberali hanno sostenuto con convinzione le privatizzazioni e le liberalizzazioni, la riforma liberale del mercato del lavoro oltre che una forte diminuzione della pressione fiscale. In politica estera sono a favore di una forte prospettiva atlantista e della promozione della libertà e della democrazia nel mondo. Sui temi eticamente sensibili si caratterizzano per un approccio libertario riguardo a eutanasia, droghe leggere, prostituzione e unioni omosessuali.

## Leadership
- Presidente: Benedetto Della Vedova (2005–2009)
- Portavoce: Marco Taradash (2005–2009)
- Coordinatore: Giuseppe Calderisi (2005–2009)
- Segretario: Carmelo Palma (2005–2009)

## Risultati elettorali
| Elezione       | Elezione                 | Voti                     | %                        | Seggi |
| -------------- | ------------------------ | ------------------------ | ------------------------ | ----- |
| Politiche 2006 | Camera                   | in Forza Italia          | in Forza Italia          | 1     |
| Senato         | 7.571                    | 0,02                     | -                        |       |
| Politiche 2008 | Camera                   | nel Popolo della Libertà | nel Popolo della Libertà | 2     |
| Senato         | nel Popolo della Libertà | nel Popolo della Libertà | -                        |       |